# Hiéroglyphe égyptien S5
Ne doit pas être confondu avec Pschent.
Le Pschent, en hiéroglyphes égyptiens, est classifié dans la section S « Couronnes, vêtements, sceptres, etc. » de la liste de Gardiner ; il y est noté S5.

## Représentation
Il représente la double couronne Pschent (Decheret et Hedjet). 

## Utilisation
| S42 | x · t · y | S5 |

| S42 | x · t · y | S5 |